# Bernhard Echte

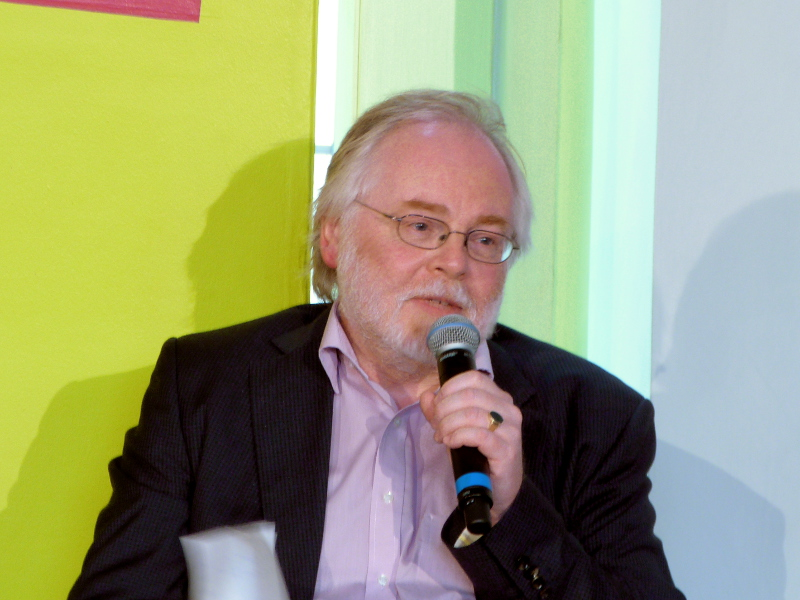
Bernhard Echte 2013

Bernhard Echte (* 1958 in Ludwigshafen am Rhein) ist ein deutscher Verleger, Literaturwissenschaftler, Publizist und freier Ausstellungsmacher. Bis Ende 2006 war er Geschäftsführer des Robert-Walser-Archivs sowie Mitglied im Vorstand der Robert Walser-Gesellschaft (damals alle in Zürich angesiedelt, heute in Bern). Er studierte an der Universität Tübingen Germanistik, Philosophie und Geschichte.

## Leben
Bernhard Echte wurde nach eigenen Angaben im Alter von siebzehn Jahren durch eine Verwechslung auf Robert Walser aufmerksam – seine Tante wollte ihm eigentlich ein Buch von Martin Walser kaufen. Er war sofort von dem Autor fasziniert und fuhr 1979 als Student von Tübingen aus mit dem Fahrrad „auf Robert Walsers Spuren durch die Schweiz“.
Echte war ab 1981 Mitarbeiter des Robert-Walser-Archivs bzw. von Projekten der Robert-Walser-Stiftung. 1995 bis Ende 2006 war er Geschäftsführer des Robert-Walser-Archivs.
Insbesondere hat er (zusammen mit Werner Morlang) in etwa 18-jähriger Arbeit die von dem Schriftsteller hinterlassenen sogenannten „Mikrogramme“ – insgesamt 526 mit Bleistift geschriebene Manuskriptseiten in nur 1 bis 2 Millimeter großen Kurrent-Buchstaben – mühsam unter Zuhilfenahme von Lupe und Fadenzähler in mehreren Durchgängen entziffert, transkribiert und in sechs Bänden („Aus dem Bleistiftgebiet“, 1985–2000) herausgegeben. Einige weitere bisher unbekannte Werke Robert Walsers hat er ebenfalls herausgegeben, im Herbst 2008 ist seine Bild-Biografie von Robert Walser im Suhrkamp-Verlag erschienen.
Darüber hinaus hat er auch Werke mehrerer anderer Autoren (wie z. B. Marieluise Fleißer, Friedrich Glauser, Hugo Ball, Emmy Hennings, Rudolf Utzinger, Franz Hessel, Ferdinand Hardekopf) ediert. Nicht zuletzt hat er Ausstellungen über Jean Paul, Robert Walser, Emmy Hennings und auch bildende Künstler wie Max Oppenheimer und Karl Walser konzipiert und dazu Kataloge herausgebracht. Er ist Mehrheitsaktionär und Verleger des Kleinverlags „Nimbus. Kunst und Bücher“.
Echte erwarb Ende der 1990er Jahre die baufällige und eigentlich zum Abriss vorgesehene „Villa zum Abendstern“ in Wädenswil ZH (Bürglistrasse 37), ehemals Wohnsitz des Technikers und Erfinders Carl Dubler, als dessen Assistent der junge Robert Walser 1903 eine Zeitlang tätig war und in deren Turmzimmer er wohnte. Echte renovierte das Gebäude, das als Schauplatz von Robert Walsers Roman Der Gehülfe (1908) in die Literaturgeschichte eingegangen ist; nach Voranmeldung kann es besichtigt werden. Das dazugehörende Gartenhäuschen wurde 2006 mit Hilfe von Pro Patria saniert und 2012 auf einer Ein-Franken-Briefmarke der Schweizerischen Post abgebildet.
Buchstäblich in letzter Minute vor der Vernichtung rettete Echte die Briefe des Schweizer Autors Friedrich Glauser an Josef Halperin. Sie waren bereits im Müll gelandet und mit dem Leerungsfahrzeug unterwegs zu einer Kehrichtverbrennungsanlage. Echte schlug beim Einsatzleiter der Anlage Alarm und ließ den Lkw-Inhalt auskippen: „Als hätte Gott da seine Hand hingehalten, war genau dieser Plastiksack, in dem die entscheidenden Briefe waren, unversehrt.“
Seit Ende 2006 widmet sich Echte vollumfänglich seinem Verlag sowie – gemeinsam mit dem Zürcher Kunsthändler Walter Feilchenfeldt (Sohn von Walter Feilchenfeldt) – der kunsthistorischen Rekonstruktion der Ausstellungen im Kunstsalon Paul Cassirer in Berlin 1898–1933, die in der Presse viel Beachtung fand:

„Bei der Sorgfalt der Edition verwundert es, dass kein großes Forschungsprojekt hinter dieser Pracht-Publikation steht, sondern das kleine Team des kleinen Schweizer Verlags Nimbus.“

„Eine Forscherarbeit ohnegleichen. Dazu schaffen die Essays von Bernhard Echte epochale Übersicht, sie sind eigentliche literarische Kostbarkeiten.“

Bernhard Echte lebt in Wädenswil bei Zürich und ist mit einer Psychologin verheiratet.